# Barreira fitossanitária
Barreiras fitossanitárias fazem parte do grupo de barreiras não tarifárias que os Estados aplicam sobre os produtos importados. São consideradas barreiras fitossanitárias quando um país impede a entrada de um produto alegando contaminação biológica de plantas ou animais (por bactérias, fungos, insectos, etc.).
As barreiras fitossanitárias só se aplicam para os produtos importados, ou seja, internamente poderão ser produzidos e comercializados produtos com padrões abaixo do requerido para os itens importados.